# A.C.M.E. (banda)
A.C.M.E. fue una banda de Punk Melódico y Hardcore Melódico fundada en el año 2001 en Ibagué - Colombia. Conformada inicialmente por Juan Acosta, Bajo, Jorge Obando, Guitarra. Es el resultado de la sigla Al Común Más Explotado debido a su contenido social y político implícito en sus letras.

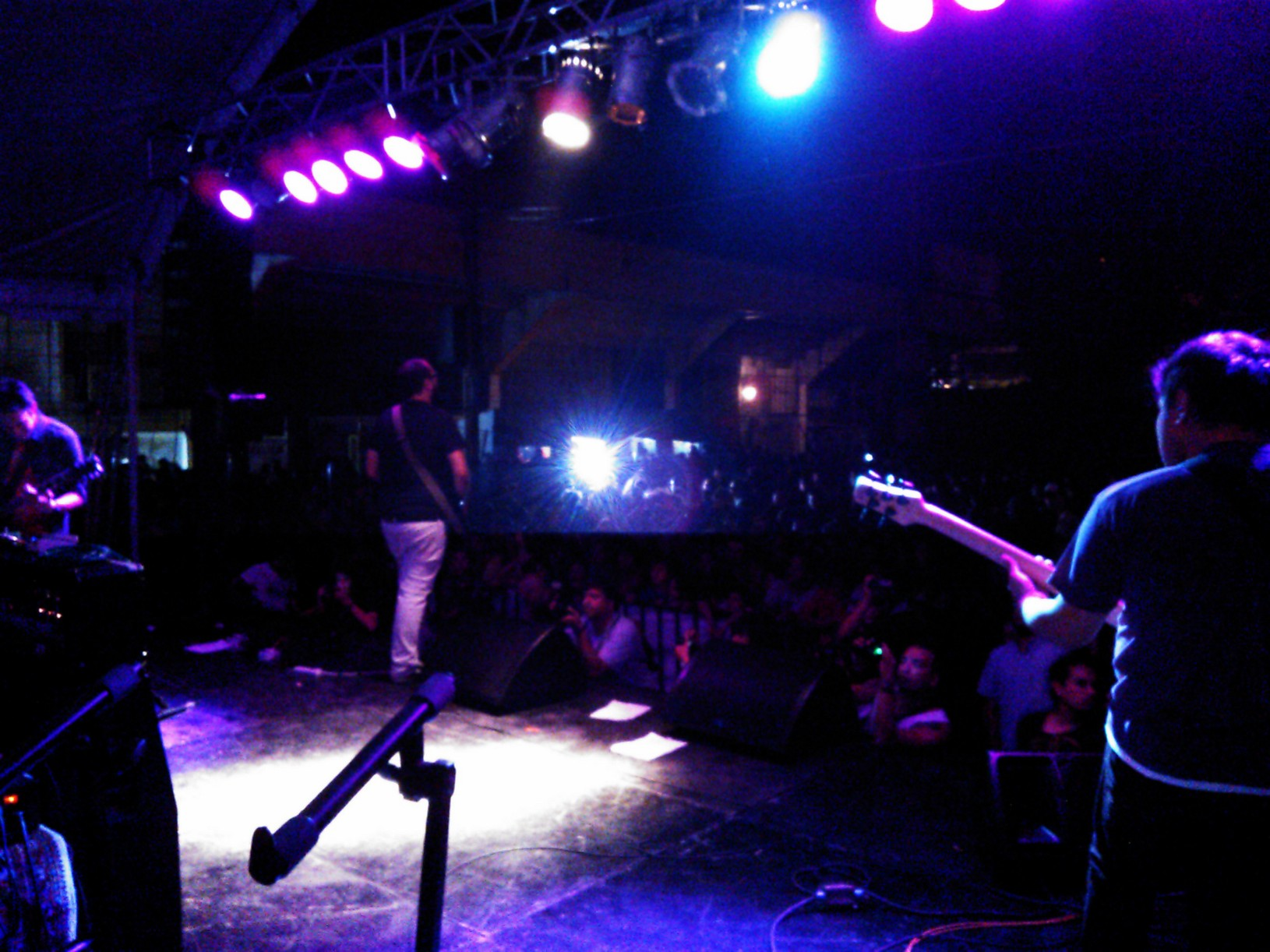
A.C.M.E en vivo ICR 2012

## Integrantes
- Juan Acosta: Bajo
- Jorge Obando: Guitarra
- Marlon Barbosa: Voz

## Historia
A.C.M.E es una banda Colombiana de hardcore melódico creada en el año 2001 por el guitarrista Jorge Obando, el bajista Juan Acosta y el baterista Alejandro Ortiz.
En el año 2002 ingresa a la banda el vocalista Marlon Barbosa proveniente de otras bandas locales.
Las influencias más notorias eran bandas de Punk Melódico y Hardcore Melódico como Pennywise, Bad Religion, NOFX, Rise Against, The Offspring, Ignite, A fire inside entre otras. Es considerada una de las bandas pioneras del punk melódico en Ibagué.
A.C.M.E .ha tocado en diversos festivales en Colombia entre los que se destacan:
Rock al Parque 2010 y 2013, Ibagué Ciudad Rock, Rock en la Zona (Chinchiná) y Otros de menor tamaño en ciudades como Bogotá, Pereira, Armenia y Manizales.
Ha estado al lado de bandas como: Timmy o’tool, Stick to Your Guns, Biohazard, el Siete, Área 12, I.R.A, Odio a Botero, Head Crusher, Grito, K93, Derecho a Pensar, Velo de Oza, Cinco Sentidos, Dafne Marahunta y para el año 2009 es telonero de la banda argentina Carajo para la 8 edición del Ibagué Ciudad Rock.
Entre el año 2003 y 2006 lanza 3 eps y participa en 2 compilados internacionales como los son el neo box 2 punk compilation del sello Viuda Negra Music y
Pasaporte Rock. En el 2010 lanza su primer trabajo larga duración, “El sueño de los oprimidos”, que rescatan elementos principalmente de punk y hardcore,
con algunos ambientes sonoros de rock alternativo y grunge.

A.C.M.E. ha sido presentada en varios medios de comunicación dentro y fuera de Colombia entre los que se encuentran:
Revista Music Machine, Revista Shock, Radiónica, La Superestación.fm, Radikal Sonora (España), Corriente Alterna (México), Tricolrock, Cartel Urbano, Vive.
in entre otros.
Para el año 2013 A.C.M.E. lanza su segundo larga duración titulado “Volátil”, que fue producido en conjunto con Mass Giorgini en los estudios de Sonic Iguana en Estados Unidos, quien ha sido productor de grandes bandas de punk como Antiflag, Alkaline Trio,
88 Fingers Louie , Screeching Weasel y Rise Against. De este álbum se desprenden los videos Cuando el sol vuelva a brillar, Volátil y Antifaz que fue hecho a partir de imágenes enviadas por personalidades de diferentes fanes y bandas amigas alrededor del mundo como: Mojiganga, Puya, Mass Giorgini, Área 12, Johnnie All Stars, Unidad 69, Sick Morgan entre otras.
. En el 2016 el baterista Marlon Barbosa, decide retirarse de la banda por asuntos personales.

## Santuario y De Ceros Mil Veces
El 3 de junio de 2015 es lanzado el sencillo de A.C.M.E "Santuario" una producción realizada junto a Paul Miner quien ha trabajado con bandas como New Found Glory, Terror, Agnostic Front y H2O. El videoclip de esta canción fue grabado en una bodega en la ciudad de Ibagué en conjunto con el colectivo FTZ. Un año más tarde Miner trabaja en la producción del siguiente single de A.C.M.E. De Ceros Mil Veces.

## Pidiendo Asilo y4 Extraños en dc
El 27 de noviembre es lanzado el opening para la aclamada serie web en su nueva temporada.

## Discografía
- 2003: A.C.M.E.
- 2004: A.C.M.E. II
- 2005: 04-05
- 2010: El sueño de los oprimidos
- 2013: Volátil
- 2015: Santuario
- 201: De ceros mil veces

## Compilados
- 2005: Punk Independiente Vol. 1
- 2006: Pasaporte Rock

## Nominaciones y premios
- 2010: Subterránica: Mejor banda de Punk - Nominado
- 2013: Subterránica: Mejor banda de Punk - Nominado
- 2013: Mejor Baterista (Marlon Barbosa) - Ganador
- 2014 Monster del Rock (Finalista)[13]

## Videografía
- Cuando el Sol Vuelva a brillar - (2014) (Volátil)
- Volátil - (2014) (Volátil)
- Implacable - (2014) (Volátil)
- Antifaz - (2014) (Volátil)
- Santuario - (2015) (Santuario)
- De ceros mil veces - (2015) (Single)

## Miembros anteriores
- Marlon Barbosa: Batería y voz
- Felipe Pinzón: Guitarra 2011-2014
- Alejandro Ortíz: Batería 2001-2003
- Camilo Tovar: Batería 2003-2004
- Alejandro Londoño: Batería 2006